# Stavka
Stavka je stanje, ko se organizirana skupina ljudi odloči upreti določenim razmeram in direktivam, največkrat na delovnem mestu.
To je prekinitev dela delavcev za uresničevanje ekonomskih, socialnih pravic in interesov iz dela. Stavka se lahko organizira v podjetju, organizaciji, pri delodajalcu, v panogi, dejavnosti ali kot splošna stavka.

## Zgodovina
Prva znana stavka je bila v 12. stoletju pred našim štetjem v Egiptu. Takratni delavci so pod vodstvom Ramzesa III med gradnjo nekropole ustavili delo, dokler niso bili bolje obravnavani. Dogodek je ohranjen na papirusu in podrobno opisuje potek stavke. Stavka je bila za tisti čas nedopustna, a tedanji delavci so dosegli zvišanje plač.
Leta 1917 je mehiška ustava kot prva nacionalna ustava zagotovila pravico do stavke. Zaradi množične brezposelnosti je leta 1937 v Ameriki izbruhnil največji stavkovni val v njeni zgodovini. Povzročil je 4.740 stavk po vsej državi.
Pomembna stavka v slovenski zgodovini je bila 15. decembra 1987, in sicer v Litostroju pod vodstvom Franceta Tomšiča, ko so stavkajoči izrekli nezaupnico partijskemu in samoupravnemu sistemu.  Zahtevali so ustanovitev neodvisnih sindikatov in ustanovili iniciativni odbor  Socialdemokratske zveze Slovenije. To je bil prelomen dogodek v zgodovini demokratizacije Slovenije.

## Vrste stavke
- Zakonita stavka je stavka, ki je v posamezni deželi eksplicitno dovoljena z zakonom ali drugimi pravnimi akti. Zakonita stavka se navadno enači z dovoljeno stavko.
- Nezakonita stavka so lahko stavke nasploh, za vse dejavnosti in za vse zaposlene. Takšna ureditev je danes zelo redka. Praviloma v posameznih deželah najdemo določila, da stavka ni dovoljena za posamezne kategorije zaposlenih oziroma za določene vrste organizacij.
- Politična stavka za razliko od delavske stavke, je tu stavka za doseganje političnih ciljev.
- Stavke iz znotraj organizacijskih razlogov so stavke v »pravem« pomenu besede, ki se pojavljajo znotraj posamezne organizacije, zlasti podjetja, in iz razlogov, ki imajo svoje polje razreševanja znotraj podjetja.
- Stavke iz zunaj organizacijskih razlogov so stavke, katerih vzroki nimajo svojega izvira v organizaciji sami, čeprav je tudi ta organizacija lahko vključena v razreševanje problema. Stavkajo zaradi vzrokov, ki jih pripisujejo nekemu zunanjemu dejavniku in vplivajo na njihove pravice in položaj.
- Nacionalne in generalne stavke to so stavke širšega obsega, recimo v eni panogi ali celo v vseh gospodarskih panogah.
- Opozorilne stavke praviloma so to kratkotrajne demonstracijske stavke, s katerimi delavci sporočijo, da jih bodo uporabili za dosego svojih ciljev, če druga sredstva ne bodo uspešna.
- Napovedane in nenapovedane stavke zakonite so stavke, ki so napovedane. Napoved je pomembna z vidika posledic. Tako se lahko organizacija pripravi na stavko in škoda je bistveno manjša. Nenapovedane stavke pa imenujemo tudi stavke presenečenja in so običajno krajše, silovitejše pa tudi uspešnejše.
- Defenzivne stavke tudi obrambne, so stavke, ki so namenjene ohranitvi kake že pridobljene pravice delavcev.
- Divja stavka nenapovedana stavka, ki je nasprotje organizirane stavke. Običajno ni določeno, kdo jih organizira zaradi bojazni do sankcij.